# SMIM20
SMIM20‏ (Small integral membrane protein 20) هوَ بروتين يُشَفر بواسطة جين SMIM20 في الإنسان. يعمل SMIM20 كهرمون مُسبق لهرمون الببتيد فينيكسين (PNX)، والذي اكتُشف لأول مرة عام 2013 في العقد الحسية للقوارض. ينتج عن موقعي انقسام متبادلين داخل SMIM20 منتجين مختلفين من الفينيكسين، هما فينيكسين-14 (PNX-14) وفينيكسين-20 (PNX-20).
في دراسة تطور الجهاز العصبي، وُجد أن SMIM20، إلى جانب NUCB2، يتشابهان بشكل كبير في جميع السلالات التي سبقت الكائنات ذات الجهاز العصبي المركزي، والثنائيات التناظر، واللاسعات، والمشطيات، والإسفنجيات، وكذلك في السوطيات الطوقية.

## إشارات المستقبلات
أظهرت دراسات حديثة أن GPR173، وهو مستقبل بروتيني مقترن بالبروتين G كان يتيمًا سابقًا، قد يعمل كمستقبل لـ PNX-14 وPNX-20.